# 김대휘
김대휘(金大彙, 1956년 ~)는 대한민국의 법조인이다. 춘천지방법원, 의정부지방법원, 서울가정법원에서 법원장을 역임하고, 법무법인 화우 소속의 변호사로 활동 중이다. 법조인과 대학교수로 구성된 학술단체인 형사판례연구회 회장으로 활동하고 있다.

## 생애
1956년 대구에서 태어났다. 1974년 경동고등학교를 졸업하고, 서울대학교 법학과에 재학 중이던 1977년 제19회 사법시험에 합격하여 제10기 사법연수원과 해군 법무관을 마치고 1983년에 서울민사지방법원 판사에 임용되었다.
1985년에 서울형사지방법원, 1987년에 춘천지방법원, 1989년에 춘천지방법원 강릉지원, 1990년 서울고등법원으로 전보되어 판사로 재직하였다. 서울고등법원에서 판사로 재직할 때는 법원행정처 사법정책연구심의관을 겸직하다가 1994년에 부장판사에 승진하여 제주지방법원에서 부장판사를 하다가 1997년 인천지방법원, 1998년 서울지방법원 남부지원, 1999년 서울지방법원, 2001년 부산고등법원, 2003년 서울고등법원으로 전보되어 부장판사를 하였다. 
2008년 2월에 법원장으로 승진하여 춘천지방법원, 의정부지방법원, 서울가정법원에서 법원장을 역임하였다. 2011년 법관에서 퇴직하여 법무법인 화우에서 변호사로 활동을 하면서 동국제강 사외이사와 이화여자대학교 법학전문대학원 겸임교수로 재직하였다. 2014년에 새누리당 경제혁신특위 규제개혁분과위원회 전문가위원에 지명되었으며 2014년부터 세종대학교 자유전공학부 석좌교수를 하였다.
서울지방법원 형사합의23부 재판장으로 재직하던 2000년 2월 11일에는 민혁당을 결성한 혐의로 구속기소돼 무기징역이 구형된 하피고인에 대해 국보법상 반국가단체 구성죄 등을 유죄로 인정, 징역 10년에 자격정지 10년을 선고했다. 6월 15일에 1994년말 트로츠키의 영구혁명론을 추종하는 국제사회주자들이라는 조직에 가입한 뒤 이 조직에서 발행하는 기관지 노동자연대 등을 소지한 혐의 등으로 4월달에 구속되어 징역 3년이구형된 피고인에 대한 선고 공판에서 "피고인의 이적단체 가입혐의에 대해 논란이 있는데다 도주 및 증거인멸의 우려도 없는 것으로 보여 보석을 허가한다"고 했다.

## 논문
법관 재직 중에 민·형사법 주석서와 ‘형사실무제요’ ‘양형실무’등 각종 법원 실무지침서와 40여편의 논문을 썼다. 
- 법원론에 관한 연구 (박사)
- 법관의 법률에 의한 구속과 법발견 (석사)
- 입법이론의 과제와 방법 등 40여편